# Knut Fægri
Knut Fægri, född 17 juli 1909 i Bergen, död där 10 december 2001, var en norsk botaniker.
Knut Fægri blev cand. mag i Oslo 1932, efter studier vid Bergens museum och Stockholms högskola filosofie doktor vid Oslo universitet 1934. Han arbetade vid Bergens museums avdelning för systematisk botanik 1933–1946, då han utnämndes till professor och föreståndare för avdelning. Avdelningen ingick från 1948 i Bergens universitet. I ett flertal arbeten, bland annat gradualavhandlingen Über die Längenvariationen einiger Gletscher des Jostedalsbre und die dadurch bedingten Pflanzensukzessionen (1934), behandlade Fægri Västnorges vegetativa, särskilt dess senkvartära historia. Han införde pollenanalys vid torvpaleontologiska undersökningar i Norge och knöt därigenom an även till arkeologin. Tillsammans med Helmut Gams i Innsbruck utvecklade han standardiserade internationella beteckningar för torvarter. Bland hans övriga vetenskapliga skrifter märks undersökningar över bland annat vallörtsläktets systematik i Norden, ormbunksprotalliers morfologi samt blommans morfologi och pollinationen hos flugblomstret. Fægri lämnade översikter av nordiska arbeten rörande växternas systematik och geografi i amerikansk litteratur och var från 1947 redaktör för tidskriften Naturen.